# (38621) 2000 AG201
2000 AG201 (asteroide 38621) é um asteroide troiano de Júpiter. Possui uma excentricidade de 0.07731630 e uma inclinação de 14.00865º.
Este asteroide foi descoberto no dia 9 de janeiro de 2000 por LINEAR em Socorro.